# Paličkovec šedavý
Paličkovec šedavý (Corynephorus canescens) je planě rostoucí rostlina, jediný druh rodu paličkovec, který roste v přírodě České republiky.

## Výskyt
Je rozšířen v západní, střední a jižní Evropě, v severní a východní Africe a v evropském Rusku, severní hranice výskytu probíhá jihem Skandinávie a západní Británii. Mimo Evropu roste jako původní druh na západním pobřeží Severní Ameriky a jako zavlečený druh na východním pobřeží a v Jižní Americe.
V ČR se vyskytuje poměrně řídce, v Čechách nejčastěji v teplých oblastech Polabí a v okolí Třeboně, na Moravě poblíž Hodonína a Opavy. Hojnější je na Slovensku v Podunajské, Záhorské a Východoslovenské nížině.

## Ekologie

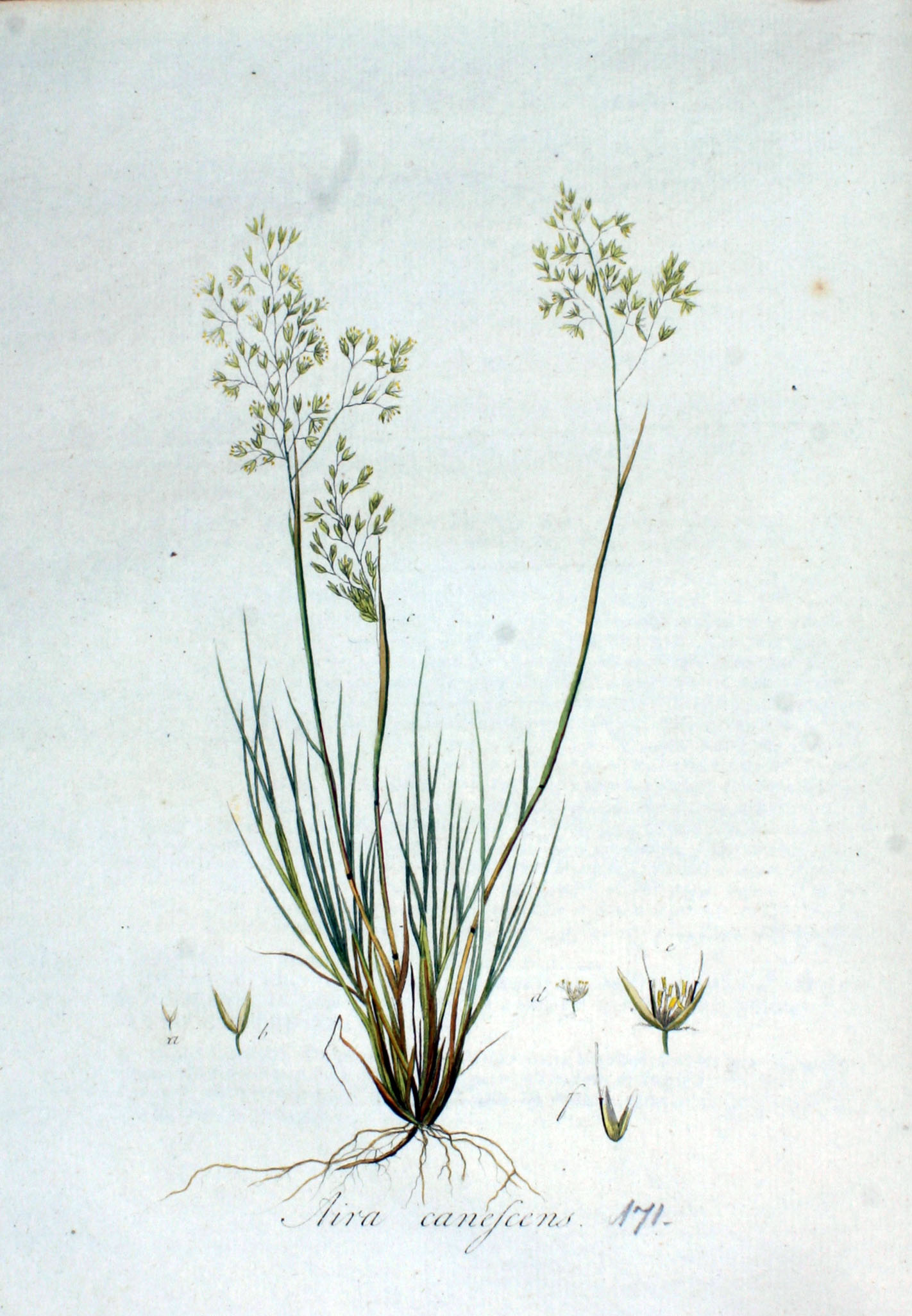
Paličkovec šedavý

Vyrůstá v pobřežních i vnitrozemských dunách, vřesovištích, na okrajích křovin a borových lesů, na suchých písčitých loukách i pastvinách, v pískovnách a lomech, okolo cest i železničních tratí. Vyskytuje se od přímořských nížin až po pahorkatiny. Je považován za pionýrskou vegetaci, roste na suchých místech chudých na humus, vápník a další živiny, vyžaduje vzdušný substrát a plné oslunění. Je odolný vůči suchu spojenému s teplem, snáší i zavátí pískem.

## Popis
Obvykle vytrvalá rostlina vytvářející husté trsy šedozelené nebo šedomodré barvy. Má hustý kořenový systém sahající do hloubky 20 až 50 cm, který rostlinu dobře ukotvuje i v nestabilních písčitých půdách. Část dlouhých kořenů je porostlá rozprostřenými vlásečnicovými kořínky, které zvětšují jejich povrch a zajišťují co nejlepší zachycení vláhy, např. rosy, která skane z listů. Přímé, tuhé a drsné štětinovité listové čepele jsou až 6 cm dlouhé a 0,5 cm široké. Vyrůstají z listové pochvy, která v mládí bývá při bázi narůžovělá; zašpičatělý blanitý jazýček je dlouhý okolo 3 mm.
Vzpřímená nebo vystoupavá stébla, vysoká 15 až 30 cm, mívají dvě až pět lysých kolének. Na jejich vrcholech vyrůstají 2 až 8 cm dlouhé a okolo 1 cm široké stažené laty, jejich jemné větévky jsou za kvetení rozestálé. Bočně stlačené klásky obsahuji po dvou oboupohlavných kvítcích se třemi fialovými prašníky a s dvojitou bliznou. Na bázi klásku jsou dvě trvalé plevy bez osin o délkách 3 až 4 mm. Horní pleva je vejčitá a spodní kopinatá se špičkou, obě jsou dvakrát delší než drsné pluchy vejčitého tvaru. Pluchy jsou na konci krátce dvoulaločné, jejich stejně dlouhé kolénkaté osiny bývají na vrcholu kyjovitě rozšířené a připomínají paličku (odtud rodové jméno). Lysé plušky jsou jednožilné.
Paličkovec šedavý vykvétá v červnu až srpnu, pyl při opylování přenáší vítr, plody dozrávají asi o měsíc později. Plody jsou pluchaté obilky velké 1 × 0,3 × 0,3 mm, hmotnost tisíce semen je spočtena na 0,11 gramů. Je to diploidní druh s 2n = 14.

## Rozmnožování
Jedná se o rostliny krátkověké, dožívají se dvou až šesti let. Rozmnožují se vegetativně i generativně. Vegetativně se rozšiřují do blízkého okolí rozrůstáním odnoží. Přitom vytvářejí ramety, klony mateřské rostliny, které jsou s ní zpočátku po nějakou dobu fyzicky propojené, ale jinak schopné samostatného růstu.
Generativně se rozmnožují obilkami s dlouhou dobou klíčivosti, větší než pět let. Obilky jsou po dozrání rozptylovány do okolí větrem nebo zvířaty. Mladé semenáčky obvykle vyklíčí až na vlhkém jaře, optimální je teplota okolo 15 °C. Tehdy jsou ještě málo zakořeněné rostlinky choulostivé na sucho a v raném stádiu jich mnoho uhyne.
Dlouhověkost rostliny je svázána s přirůstáním nových kořenů, které vyrůstají stále výše na bylinné ose, to je stimulováno zasypáváním rostliny pískem. Ideální je pozvolné navátí necelých 10 cm písku na rostlinu ročně.

## Význam
Paličkovec šedavý lze použít ke stabilizaci nepevných písčitých svahů nebo přesypů, občas jsou jako nenáročné rostliny vysazovány do okrasných skalek.

## Ohrožení
Se snižujícím se počtem vhodných stanovišť klesají v ČR i počty kvetoucích rostlin paličkovce šedavého. Ten je proto „Červeným seznamem cévnatých rostlin České republiky z roku 2012“ zařazen mezi vzácnější druhy české květeny, které vyžadují trvalou pozornost (C4a).

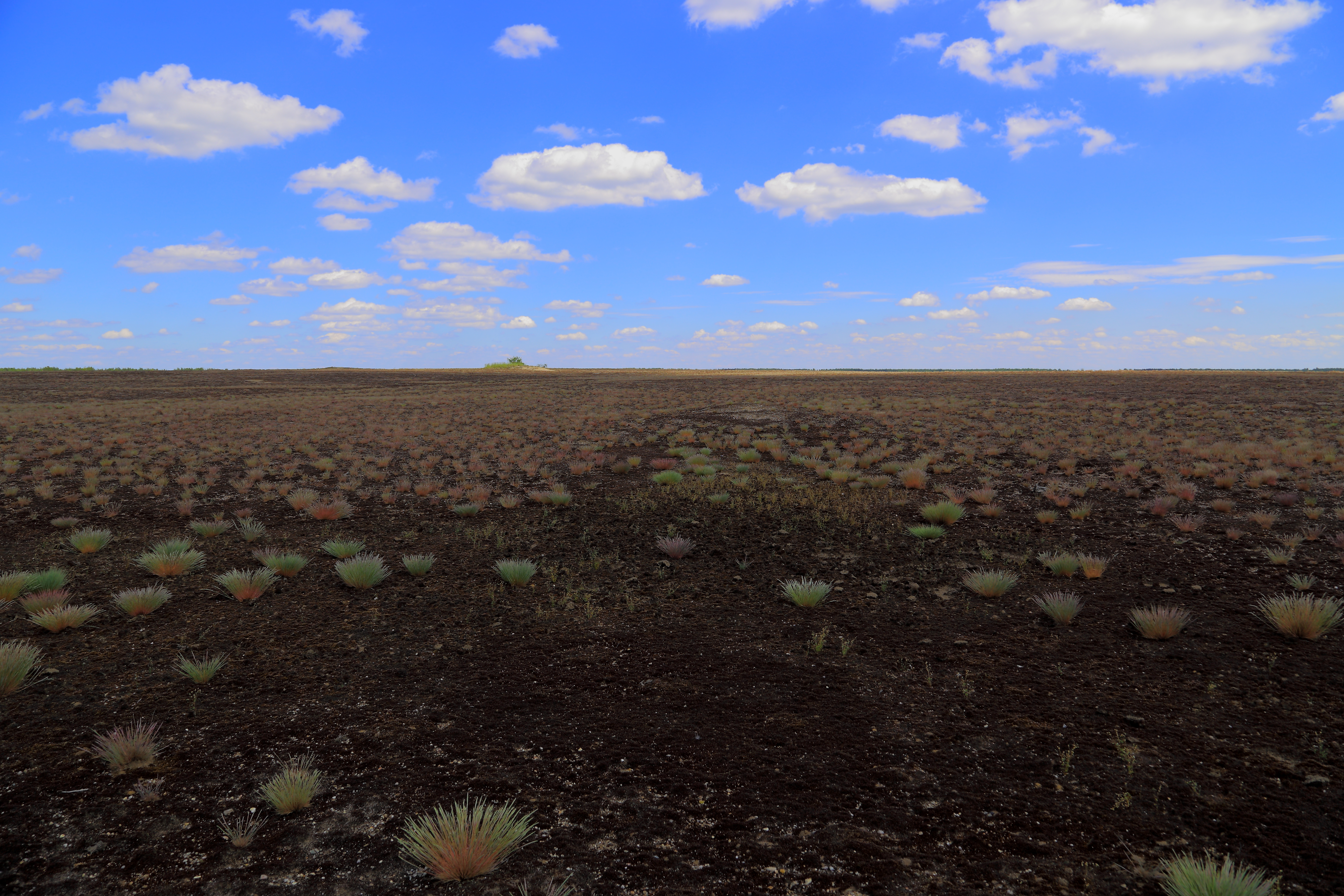
Porost paličkovce šedavého
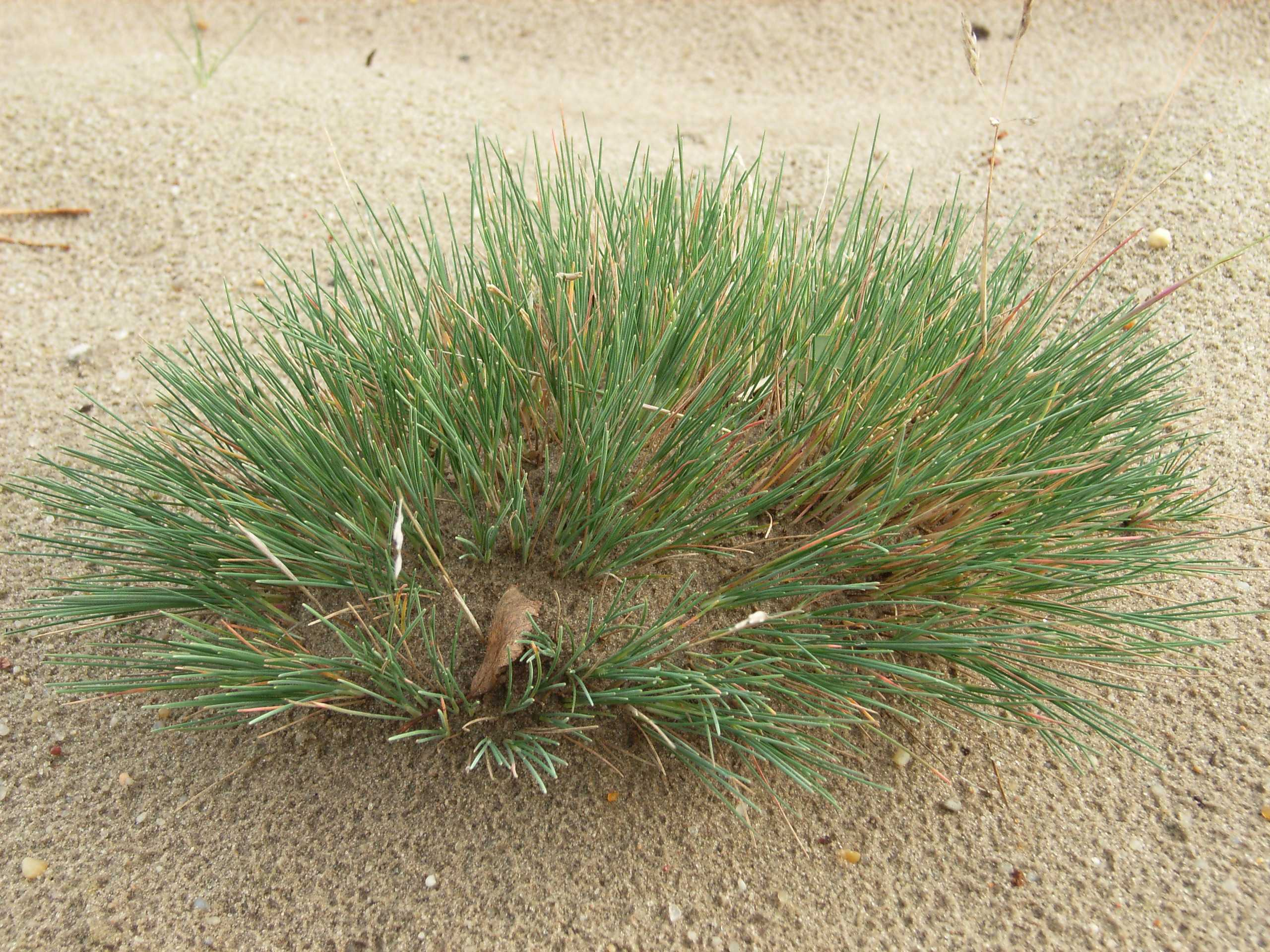
Rostlina zavátá pískem
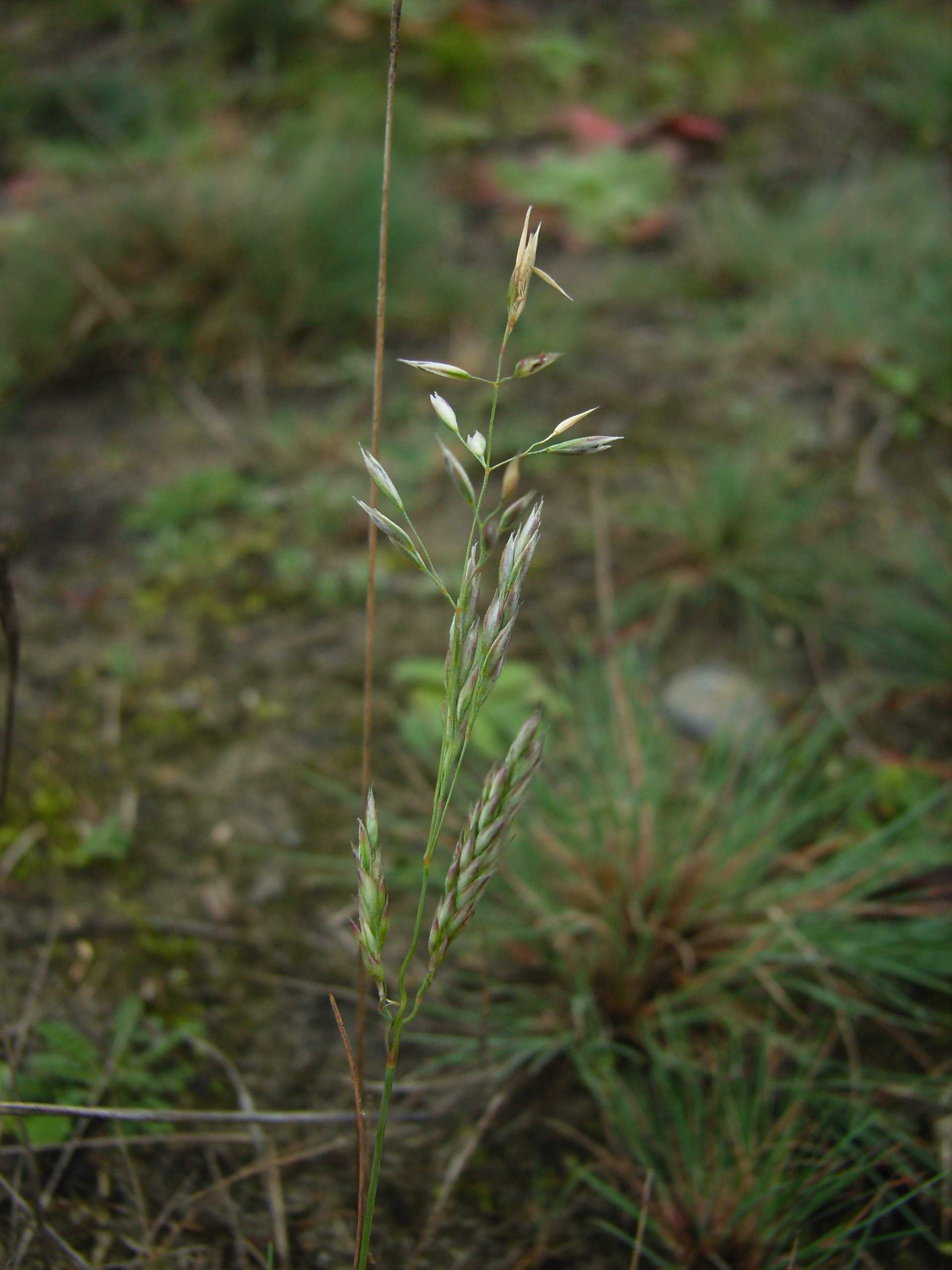
Rozkvetlé květenství
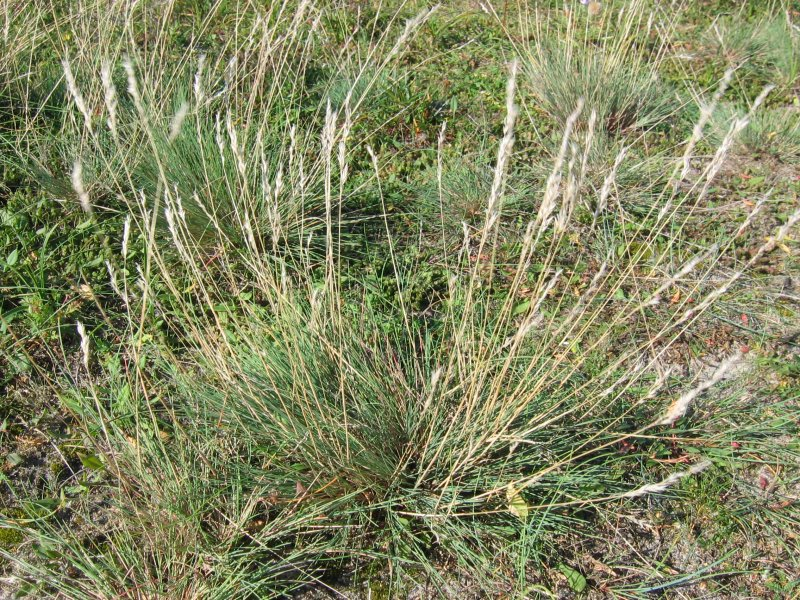
Zralé klasy